# Aiyedaade
Aiyedaade è una delle trenta aree di governo locale (local government area) in cui è suddiviso lo stato di Osun, in Nigeria.
Estesa su una superficie di 1,113 chilometri quadrati, conta una popolazione di 150.392 abitanti.